# Thalictrum pubigerum
Thalictrum pubigerum är en ranunkelväxtart som beskrevs av George Bentham. Thalictrum pubigerum ingår i släktet rutor, och familjen ranunkelväxter. Inga underarter finns listade i Catalogue of Life.